# المساء (جريدة جزائرية)

نشات جريدة المساء في فترة زمنية ميزتها احادية القطبية الايديولوجية في الساحة السياسية الجزائرية انذاك مما اثر على محتواها العام .
المساء هي جريدة يومية جزائرية مسائية باللغة العربية موجهة إلى كافة شرائح المجتمع،

## التأسيس
بدأت الجريدة لأول مرة في الصدور في 01 أكتوبر 1985 وكانت أول تجربة لجريدة مسائية في الجزائر.

## التاريخ
المساء أنشئت لسد الفراغ الإعلامي الذي أحدثته الساحة التي اقتصرت منذ الاستقلال على أربع جرائد صباحية

## الرسالة الإعلامية
1. تقديم خدمة عمومية متعددة الأوجه.
2. اعتماد إعلام موضوعي ونزيه.
3. تشجيع الطاقات والمواهب في كافة المجالات الاجتماعية، الثقافية والإعلامية.

## الخدمة التجارية
1. يقوم بالخدمة التجارية القسم التجاري الذي يسهر على إرضاء المعلنين بنشر إعلاناتهم وفق معايير السرعة في النشر، الشكل الجيد والسعر المدروس.

## المقر الاجتماعي
دار الصحافة عبد القادر سفير القبة – الجزائر
التحرير:نش
الهاتف:+231 (0) 21 74 57 99.
الفاكس:+231 (0) 21 74 57 90

## وصلات خارجية
- الموقع الرسمي لجريدة المساء.